# Michael Dell
Michael Saul Dell (ur. 23 lutego 1965 w Houston) – amerykański biznesmen pochodzenia żydowskiego, filantrop, autor, założyciel oraz dyrektor generalny przedsiębiorstwa Dell (założył je w 1984 roku). Dell jest jednym z największych na świecie sprzedawców komputerów osobistych. Część majątku Della (ok. 10 mld USD) inwestowana jest w inne przedsiębiorstwa, całość inwestycji zarządzana jest przez przedsiębiorstwo o nazwie Capital MSD (nazwa podchodzi od inicjałów założyciela przedsiębiorstwa Dell).
W 2019 r. miesięcznik Forbes oszacował jego majątek na sumę 32,3 mld USD, co dało mu 18. miejsce wśród najbogatszych Amerykanów.